# 肾叶白头翁
肾叶白头翁（学名：Pulsatilla patens）为毛茛科白头翁属下的一个种，是加拿大曼尼托巴省花。
种名patens意为伸展的。